# Stuifen
Der Stuifen ist ein 757 m ü. NHN hoher Zeugenberg der Schwäbischen Alb und der höchste der Drei Kaiserberge.

## Bergbeschreibung
Der Stuifen liegt auf dem Gebiet der Gemeinde Waldstetten und zählt als deren Hausberg. Zusammen mit dem Rechberg und dem Hohenstaufen bildet er die Drei Kaiserberge. Im Gegensatz zu den beiden anderen Kaiserbergen ist der Stuifen nicht bebaut, sondern fast vollständig bewaldet. Der Gipfel ist nur auf einem Fußweg erreichbar. 
In der Nähe des Stuifens ist ein Wanderparkplatz bei Wißgoldingen in 544 m Höhe angelegt. 
Bis zum Jahr 1850 war der Stuifen noch von Wacholderheide bedeckt. 
Die Aufforstung wurde aus Gründen des Hochwasserschutzes vorgenommen und war 1918 abgeschlossen.

## Stuifenkreuz
Im September 2011 wurde auf einer Freifläche an der Westseite des Stuifen ein zwölf Meter hohes Holzkreuz in 718 m Höhe errichtet. Es ist den beiden anderen Kaiserbergen (Rechberg und Hohenstaufen) zugewendet. 
Hier ist ein Aussichtspunkt in Richtung Süden und Westen entstanden, an dem sich unter anderem eine Schutzhütte sowie ein Grillplatz befindet. 

## Bilder

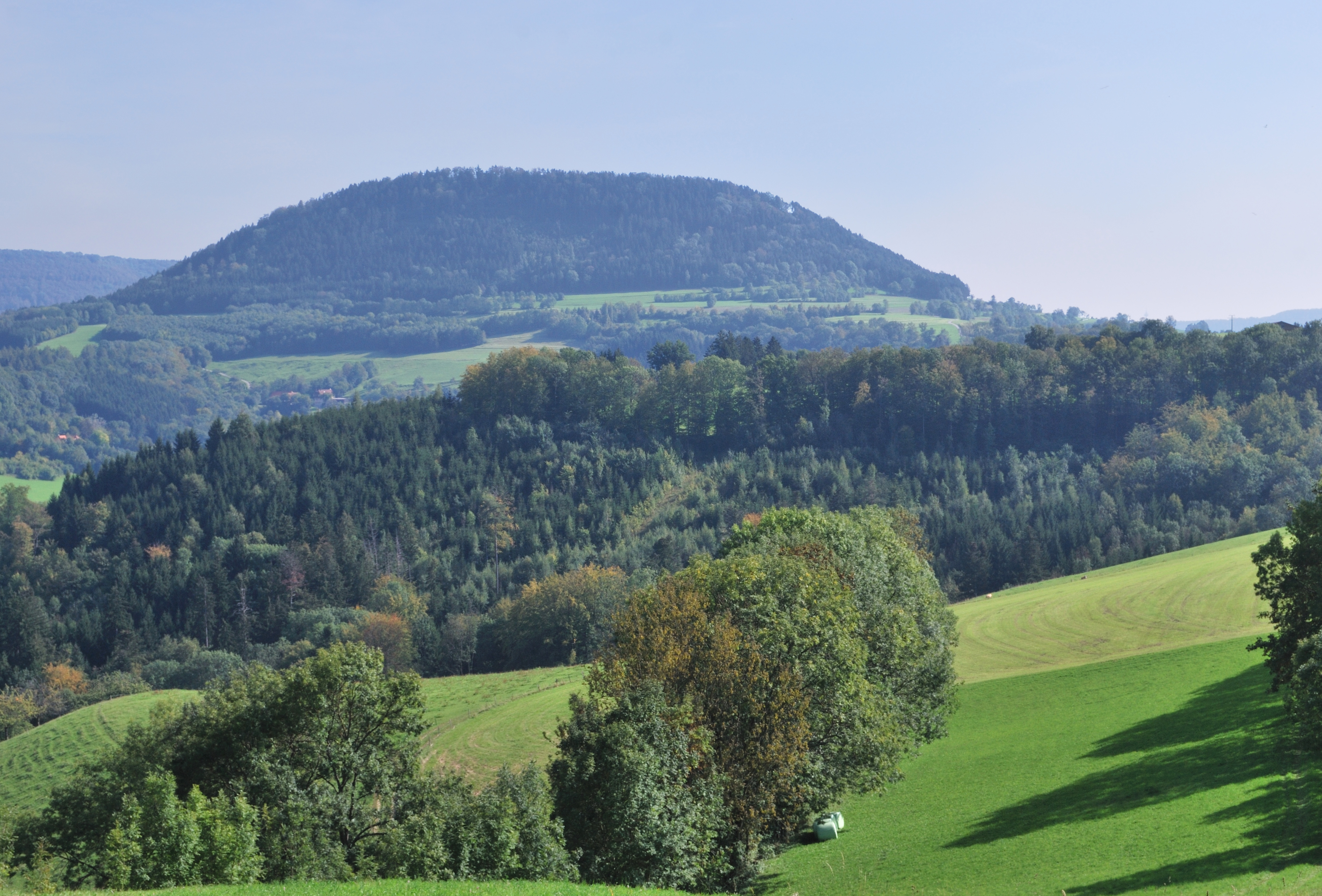
Stuifen vom Fuß des Rechbergs aus gesehen
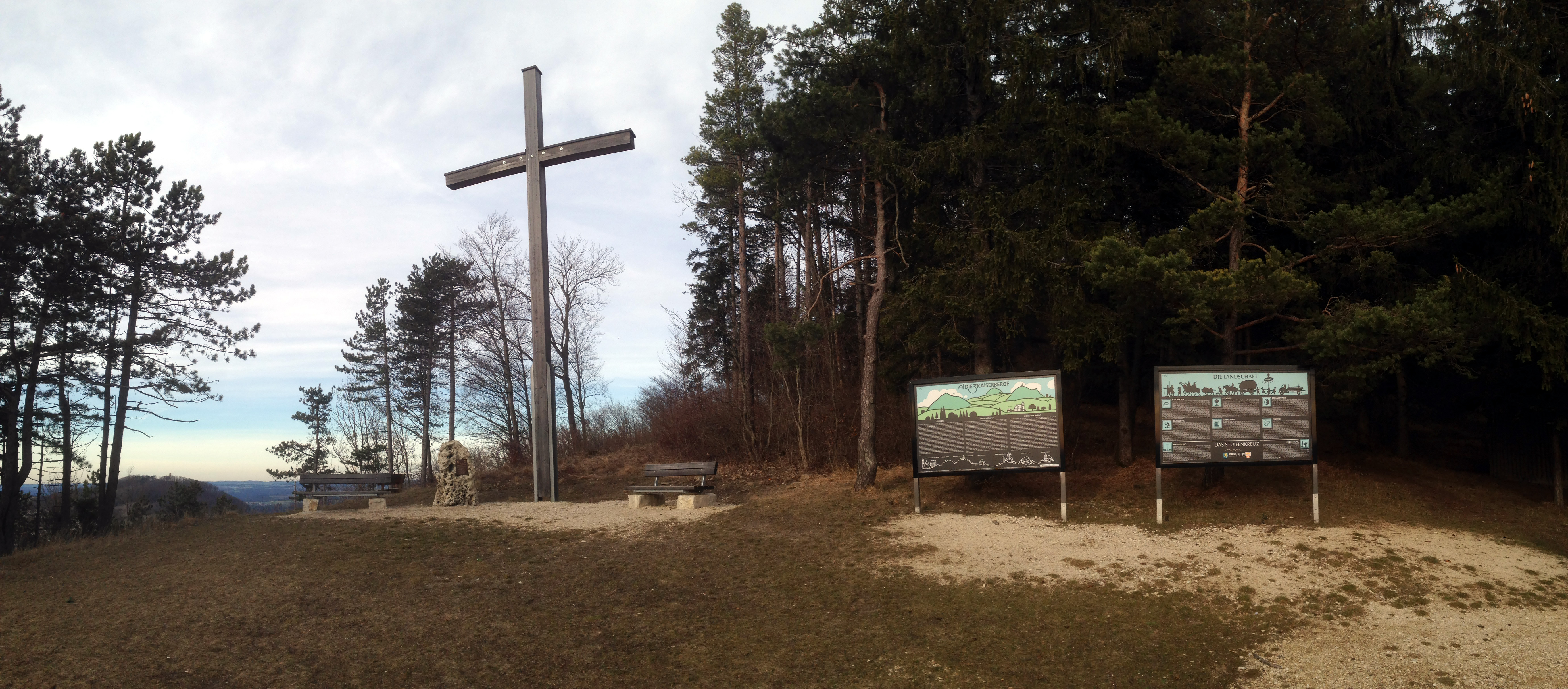
Stuifenkreuz mit von Hans Kloss illustrierten Informationstafeln
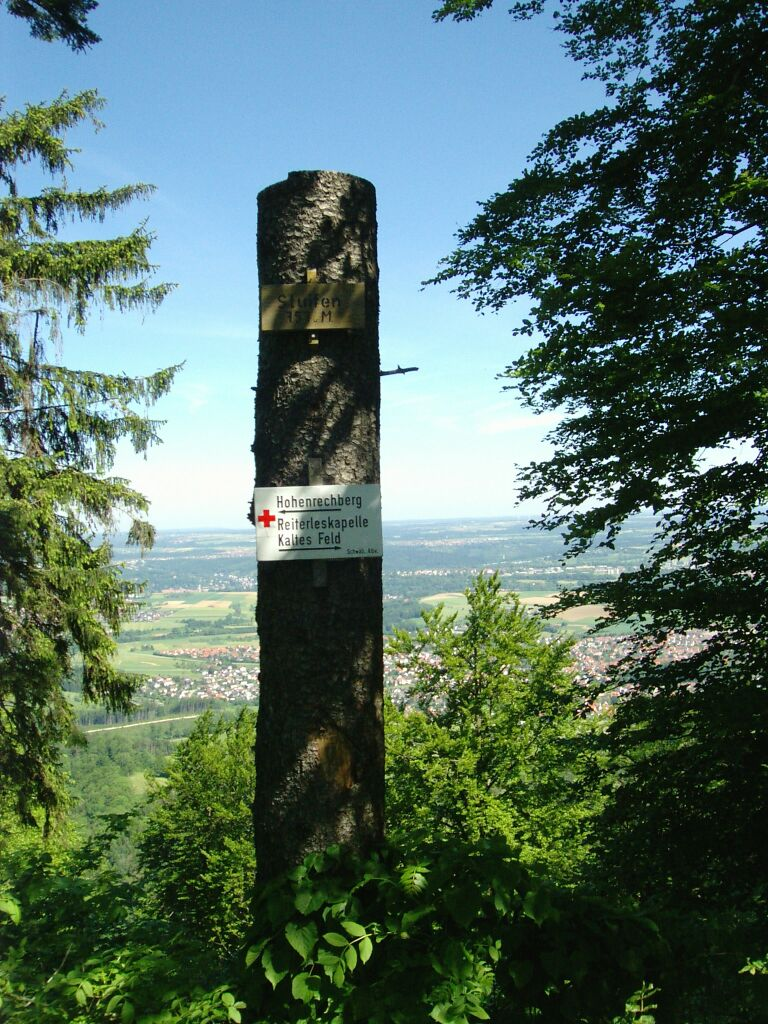
Am Gipfel des Stuifens
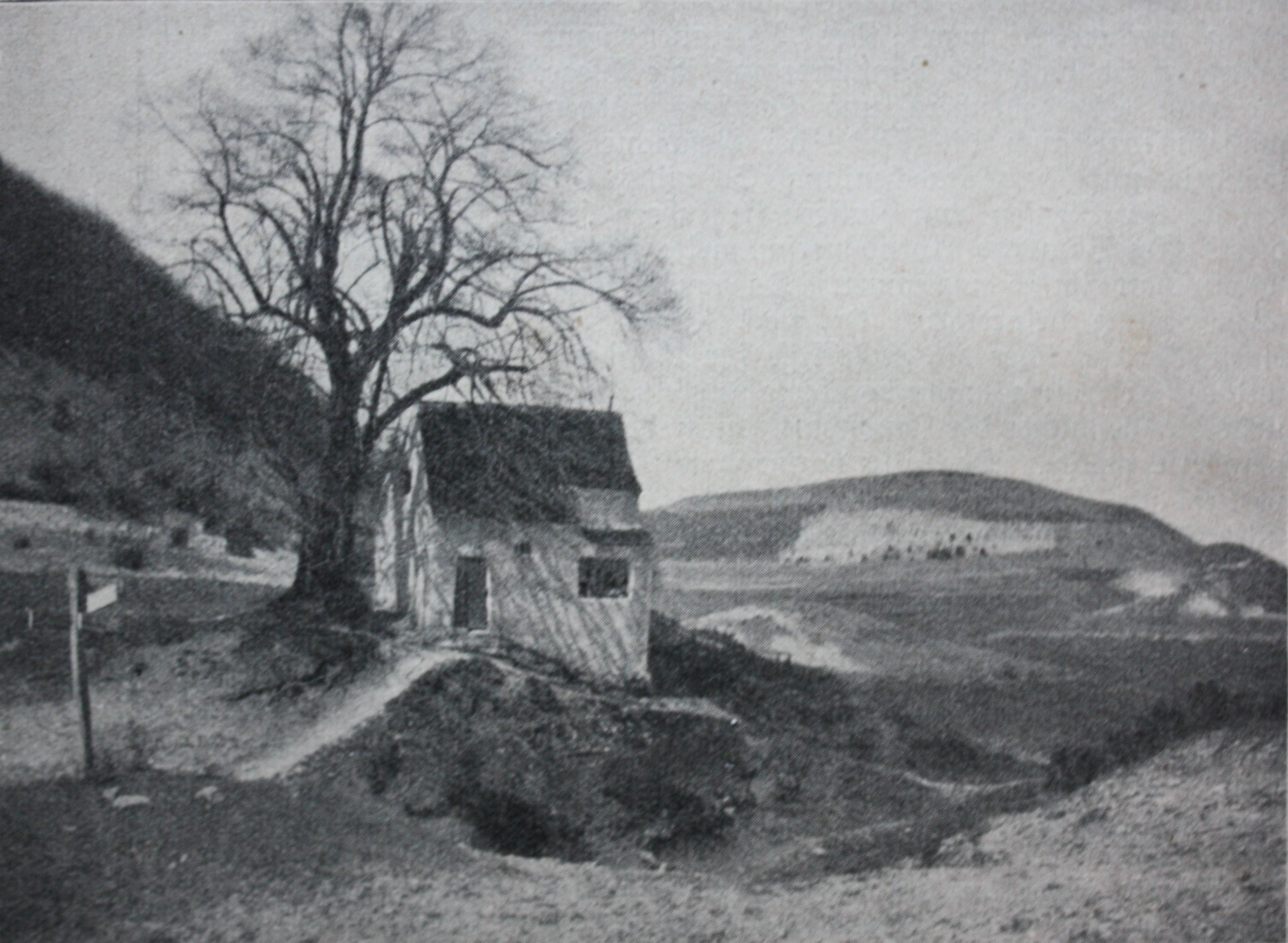
Der noch nicht vollständig bewaldete Stuifen um 1912. Im Vordergrund die Reiterleskapelle